# 沙雷克山
47°02′29″N 13°01′04″E / 47.04139°N 13.01778°E

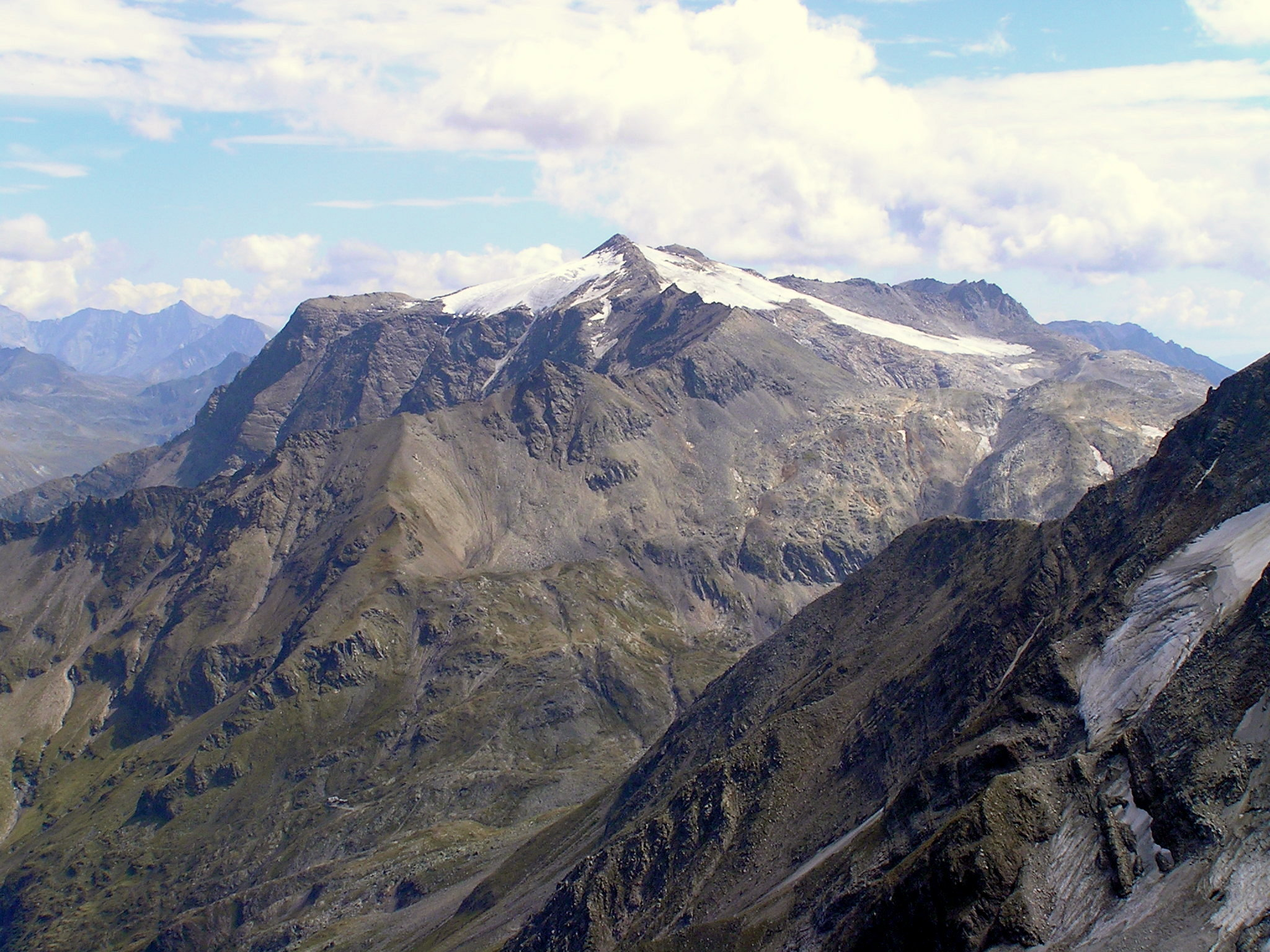

沙雷克山（德語：Schareck），是奧地利的山峰，位於該國北部，處於克恩頓州和薩爾茨堡州接壤的邊界，屬於高地陶恩山脈的一部分，海拔高度3,123米。